# 高藤有沙
高藤 有沙（たかふじ ありさ、1991年8月16日 - ）は、オフィスキイワード所属の気象予報士、防災士、アナウンサー。

## 略歴
- 広島県広島市出身[1]
- 広島国際学院高等学校卒業[1]
- 立教大学理学部数学科卒業[1][2]
- 2014年2月、NHK旭川放送局にキャスターとして入社[1][2]
- 2017年4月、NHK高松放送局に移籍[1][2]
- 2018年4月、オフィスキイワードに所属。アナウンサーとして、司会、MC、ナレーションを中心に活動している[1][2]。
- 2020年10月、気象予報士試験に合格したと発表[3]。
- 2021年3月22日から奈良テレビのゆうドキッ!にて気象キャスターを担当。
- 2024年4月、国土交通大臣より気象防災アドバイザーに委嘱され、防災の講演活動を行っている。

## 人物
- 立教大学在学中、「第23代ミス伊豆の踊り子」コンテストでグランプリを受賞。２年間の任期を務めた[4][5][6][7][8]。在任中は、川端康成の代表作「伊豆の踊り子」の舞台・河津町の観光大使として、メディアやイベントなどを通じて広報活動に携わった[9][10]。
- 立教大学在学中、日本の食・食文化を世界に発信する親善大使「食のなでしこ」コンテストにてファイナリストに選出され、協会奨励賞を受賞[11]。
- ファッション雑誌Rayの元読者モデル[12][13][14]。
- 所有資格は、気象予報士、防災士、健康気象アドバイザー、フードアナリスト、教育職員免許状（高校数学）[2]。
- 趣味は、フルート[2]。
  - 2015年6月24日、ほっとニュース北海道「きょうは半分、富良野から」の生放送中、テレビドラマ「北の国から」の主題歌をフルートで演奏したことがある。
- 一児の母。

## 担当番組
NHK旭川放送局
- つながる@きたカフェ あさひかわ（メインキャスター・2014年2月 - 2017年3月）
- ほっとニュース北海道 道北ローカル （メインキャスター・2014年7月 - 2017年3月）
- つながる@きたカフェ（リポーター・2014年度 - 2016年度）
- ほっとニュース北海道（リポーター・2014年度 - 2016年度）
  - ほっとニュース北海道「きょうは半分、富良野から」ではメインキャスターの佐藤龍文（当時札幌放送局アナウンサー）とともに進行役を務めた。（2015年6月24日）
- NHKニュースおはよう北海道（リポーター・2014年度 - 2016年度）
- NHKニュースおはよう北海道 土曜プラス（旅人兼リポーター・2014年度 - 2016年度）
- 北海道まるごとラジオ （リポーター・2014年度 - 2016年度）
  - 特別番組　北海道まるごとラジオ 防災スペシャル「災害を乗り切る 大研究会！」（2016年9月3日）
- 道北♡LOVEラジオ 
  - 新キャスターお披露目（2014年3月7日）
  - 北の恵み 食べマルシェ会場から中継（2014年9月13日）
- 全国高等学校野球選手権大会 北北海道大会（ナレーション・2014年）
- 第81回NHK全国学校音楽コンクール道北地区大会（司会・2014年8月6日、7日　ラジオ放送・2014年8月31日）
- BS列島ニュース（不定期）
- NHKのど自慢 in稚内市 予選会（インタビュアー、ナレーション・2016年5月14日、5月21日）
- 今夜も生でさだまさし～北の国から 2016 富良野～（2016年10月29日）
- 道北地方のニュース・気象情報・イベント情報（ラジオ）

NHK高松放送局
- ゆう6かがわ（メインキャスター・2017年4月 - 2018年3月）
- 四国 おひるのクローバー（リポーター・2017年4月 - 2018年3月）
- おはよう四国（リポーター・2017年12月17日）
- 香川県の中継・リポート
- 香川県のニュース・気象情報・交通情報（ラジオ）

奈良テレビ放送
- ゆうドキッ! （気象キャスター・2021年3月 - 2023年3月）[15]
  - コメンテーター兼務

サンテレビ
- NEWS×情報 キャッチ+（前田勝久の代理気象キャスター・2022年9月5日 - 6日）

## その他
司会
- しゅんしゅんクリニックP お笑いライブ
- A4M JAPANアンチエイジングアワード2019授賞式
- KOTOスポーツキャラバン to 東京2020
- 声優朗読劇フォアレーゼン
- 他 セミナー、式典、竣工式など

出演（気象予報士・防災士として）
- 阪急百貨店うめだ本店「いつもの快適、もしものお役立ち」（2021年9月）[16]
- モノ・マガジン ムック本 防災用品ファイル（2024年8月）
- ショップチャンネル 防災用品のコメント（2024年9月）
- 大東市 地球温暖化防止動画（2025年1月）

## 脚註
1. 1 2 3 4 5 6  “頑張っている卒業生　アナウンサー 高藤有沙(H22年卒)”. 広島国際学院高等学校 同窓会報 第21号. (2020年3月2日) 2020年3月2日閲覧。
2. 1 2 3 4 5 6  “タレントプロフィール 高藤有沙”. 株式会社 オフィスキイワード 2020年4月1日閲覧。
3. ↑  . 高藤有沙. https://www.instagram.com/p/CGZeFx3gNEw/ = Instagram 高藤有沙（アナウンサー） 2020年10月18日閲覧。 {{cite news}}: |title=は必須です。 (説明); |url=の値が不正です。 (説明)⚠⚠⚠
4. ↑  “河津町のＰＲを行うミス伊豆の踊り子のオーディション最終審査が行われ、ミスに東京都の大学生高藤有紗さんが輝いた。”. 伊豆新聞. (2012年10月29日) 2012年10月29日閲覧。
5. ↑  “『ミス踊り子』に学生の高藤さん／河津”. 朝日新聞. (2012年10月29日) 2012年10月29日閲覧。
6. ↑  “都内の大学生を「ミス伊豆の踊り子」に選出”. 読売新聞. (2012年10月30日) 2012年10月30日閲覧。
7. ↑  “輝く笑顔"伊豆の踊り子"”. 広報かわづ. (2012年12月 No.484) 2020年4月1日閲覧。 {{cite news}}: |date=の日付が不正です。 (説明)⚠
8. ↑  “姉妹都市コーナー"第23代ミス伊豆の踊り子誕生"”. 広報はくば. (2012年11月 Vol.434) 2020年4月1日閲覧。 {{cite news}}: |date=の日付が不正です。 (説明)⚠
9. ↑  “東伊豆町の「雛娘」と河津町の「ミス伊豆の踊り子」が観光を呼び掛けた。東伊豆町では「雛のつるし飾りまつり（〜3月末）」が開催。河津町の「河津桜まつり（〜3/10）」では８００本もの桜が川面を染める”. 毎日新聞. (2013年2月19日) 2013年2月19日閲覧。
10. ↑  “早春の花めぐりで 観光大使「ミス伊豆の踊り子」が毎日新聞横浜支局を訪問”. 毎日新聞・神奈川. (2013年12月13日) 2013年12月13日閲覧。
11. ↑  “2013年度「食のなでしこ」コンテスト 最終審査結果"”. 一般財団法人 日本フードアナリスト協会. (2012年12月8日) 2020年4月1日閲覧。
12. ↑  “スナップ 花柄コーデ 高藤有沙さん”. ファッション誌 Ray. (2011年10月28日) 2014年3月31日閲覧。
13. ↑  “スナップ 春いちスタイル 高藤有沙さん”. ファッション誌 Ray. (2012年3月30日) 2014年3月31日閲覧。
14. ↑   ファッション誌 Ray（主婦の友社）「女子大生ミニー読者の美バランステクを公開！」2013年6月号
15. ↑  “ゆうドキッ！”.  奈良テレビ. 2021年4月1日閲覧。
16. ↑  “阪急百貨店うめだ本店 ”.   「いつもの快適、もしものお役立ち」. 2021年9月1日閲覧。